# Die Schneider Krankheit
Die Schneider Krankheit (Spanisch: El mal de Schneider) ist ein in Schwarzweiß gedrehter spanischer Independent-Kurzfilm im Genre des Science-Fiction-Films bzw. eines Mockumentary von 2008. Eine sowjetische Raumkapsel landet 1958 mit einem Versuchsschimpansen an Bord in der Bundesrepublik Deutschland. Der Schimpanse ist Träger von einem tödlichen Virus  und löst eine Pandemie aus, die nicht mehr eingedämmt werden kann. 

## Handlung
Westdeutschland 1958. Bei Kurtzberg im Grenzgebiet zu Thüringen ist ein sowjetisches Raumschiff gelandet. Das Militär entdeckt als einzigen Insassen einen Schimpansen. Die westdeutsche Regierung vermutet, dass das Fahrzeug aus der DDR stammt, was von der sowjetischen Regierung als antikommunistische Propaganda energisch zurückgewiesen wird. Die Kapsel sei Teil des sowjetischen Weltraumprogramms und aufgrund von Sabotage abgestürzt.
Durch einen eigentümlichen Krankheitsfall und dem Tod des Erkrankten, der Kontakt zum Schimpansen hatte, stellt sich bei dessen Untersuchung heraus, dass der Primat mit einem unbekannten, tödlich wirkenden Virus infiziert ist. Die Krankheit wird nach ihrem Entdecker Dr. Ernst Schneider „Schneider-Krankheit“ benannt. Alle Versuche, das Virus zu bekämpfen, schlagen fehl. Die Regierung stellt die gesamte Bevölkerung unter Quarantäne.
Da entwickelt der durch seine unorthodoxen Forschungsmethoden bekannte Dr. Viktor Von Brandt aus den Genen einer Schildkröte, eines Blutegels und einer Eidechse die so genannte Chimäre. Dieses Mischwesen soll das virenverseuchte Blut der Erkrankten absaugen und ihnen gereinigt wieder zuführen. Doch der Versuch misslingt, da die Chimäre wenige Minuten nach dem Absaugen vom Virus getötet wird. 
Die westdeutsche Regierung führt daraufhin zur Prävention eine totale Maskenpflicht für alle Menschen gleich welchen Alters und Geschlechts ein, auch für den Aufenthalt in Wohnungen. Die Masken sind zwar unkomfortabel, doch die Bevölkerung gewöhnt sich daran und akzeptiert sie schließlich als Teil des normalen Lebens.

## Produktionshintergrund
Auch die spanische Originalfassung trägt den deutschen Titel. Der Kurzfilm ist im Stil von Dokumentarfilmen bzw. Unterrichtsfilmen der 1950er Jahre in Schwarzweiß gedreht und soll den Anschein einer zeitgenössischen Dokumentation erwecken. Der „Originalton“ ist ebenfalls Deutsch, wird aber durch einen spanischen „Synchronsprecher“ derart übersprochen, dass nur deutsche Wortfetzen verständlich sind.
Regisseur Javier Chillon (* 1977 Madrid) drehte den Film auf Super 8 für angeblich 9.000.- Euro mit der Unterstützung von Freunden und Verwandten.

## Sitges Filmfestival
Die Uraufführung des Films fand am 2. Oktober 2008 auf dem Sitges Festival Internacional de Cinema Fantàstic de Catalunya in Sitges/Katalonien statt. 